# Economia de Portugal

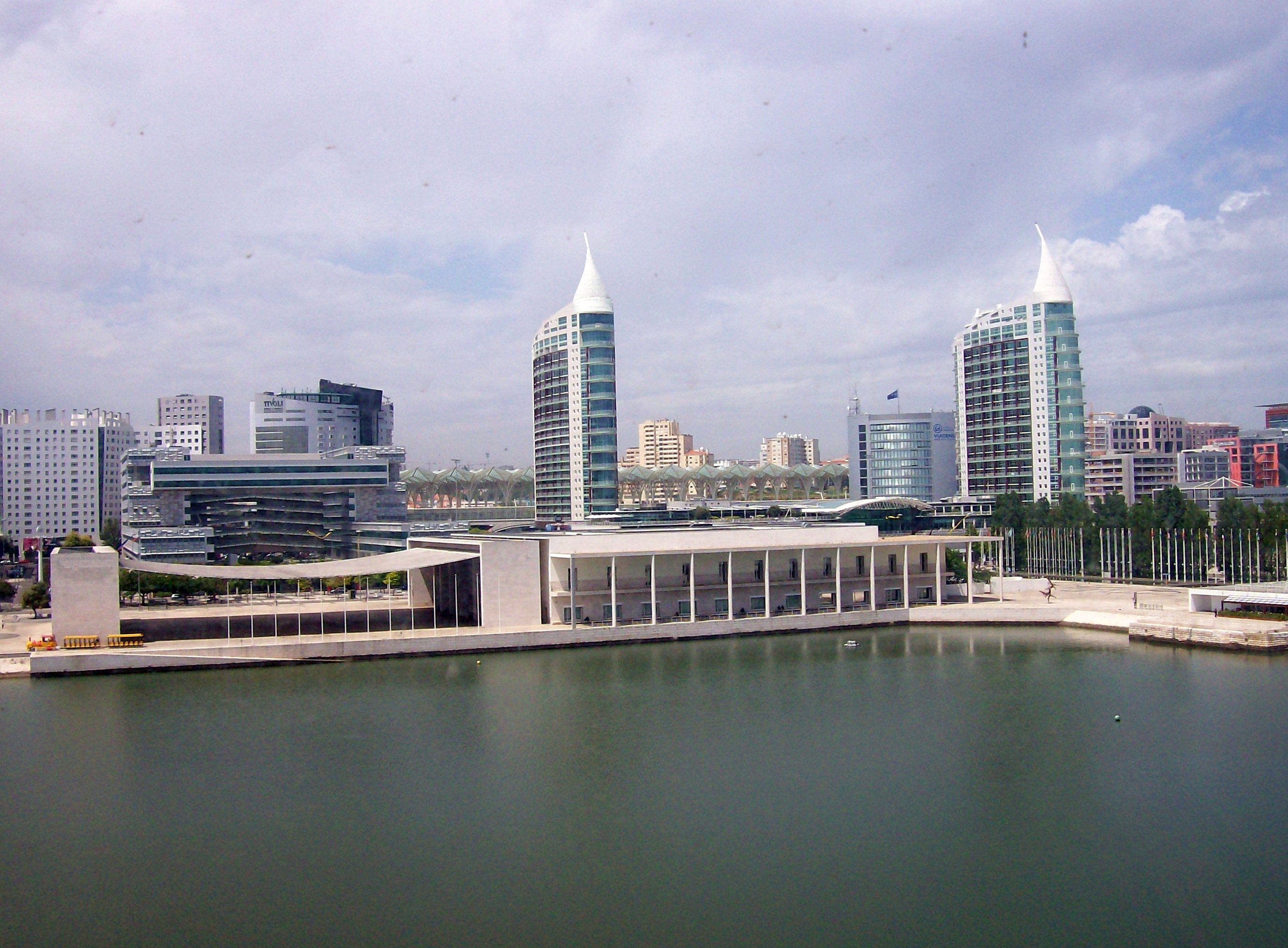
Parc de les Nacions, a Lisboa.

Portugal s'ha transformat en una economia de mercat diversificada i basada en serveis després d'entrar a la Comunitat Econòmica Europea el 1986. Durant els últims dos decennis, successius governs van privatitzar moltes companyies estatals i sectors claus de l'economia, incloent el sector financer i les telecomunicacions. El país es va unir a la Unió Monetària Europea el 1998 i va adoptar l'euro l'1 de gener del 2002.
Durant els anys noranta el creixement econòmic portuguès es va situar per damunt de la mitja de la Unió Europea, però va caure entre el 2001 i el 2008. El seu producte interior brut està a prop dels 2/3 de la mitja de la UE. El pobre sistema d'educació, en particular, ha estat un obstacle al creixement econòmic i a l'augment de la productivitat.

## Dades macroeconòmiques
- PIB (producte interior brut)
- 2000: 159.000 milions de dòlars dels Estats Units (convertits segons paritat del poder de compra). 173.000,8 milions d'euros (tipus de conversió: 1 USD = 1,0882 € el 30/01/01)
- 2006: 192.572 milions de dòlars dels Estats Units (PIB nominal)

- PIB per capita

Convertits segons paritat del poder de compra. Any 2000 
- Any 2000: 15.800 dòlars dels Estats Units

17.193,56 € (Tipus conversió: 1 dòlar = 1,0882 € el 30/01/01) 
- Any 2005 19.730

- Creixement PIB esstimat

2,7% (estimacions 2000)
- Taxa d'inflació

2,8% (estimacions 2000)
- Deute brut consolidat de les administracions públiques (% del PIB)
- 2002: 55,5
- 2003: 57,0
- 2004: 58,7
- 2005: 63,9

### Balança comercial
- Importacions (free on board o franc a bord) 
  - 2000: 41.000 milions de dòlars dels Estats Units = 44.616,2 milions de €
  - 2005: 61.100 milions de dòlars dels Estats Units
- Exportacions (milions de dòlars els EUA franc a bord) 
  - 2000: 26.100 milions de dòlars dels Estats Units = 28.402 milions de €
  - 2005: 38.100 milions de dòlars dels Estats Units
- Saldo (exportacions-importacions)
  - 14.900 milions de dòlars dels Estats Units
  - 16.214,18 milions de €

### Dades econòmiques de la població
- Població ocupada
  - 5 milions aprox (2000)
- Població ocupada per sectors
  - Serveis: 60%
  - Indústria: 30%
  - Agricultura: 10%

(Estimacions 1999) 
- Taxa d'atur
- 2000: 12,0
- 2002: 5,0
- 2003: 6,3
- 2004: 6,7
- 2005: 7,6

### Moneda
La seva moneda anterior era l'escut portuguès; des de l'1 de gener de 2002 és l'euro.

## Portugal en el context internacional
Malgrat el seu grau de desenvolupament, l'escàs pes demogràfic de Portugal fa que la seva influència específica en el context internacional sigui més petita que el d'altres potències europees. Segons dades del Banc Mundial, Portugal ocupa el lloc 30è al rànquing de les grans economies per PIB, i el lloc 24è segon l'indicador de la Renda per capita. Portugal té una de les taxes de natalitat més baixes del món (menys d'un nen per dona) el que provocarà una imminent pèrdua de població si no es corregeix la tendència a les properes dècades. Segons Eurostat, la sanitat portuguesa té també uns indicadors molt positius (267 metges i 365 llits per cada 100.000 habitants). Malgrat això, Portugal és el país europeu amb un major ràtio de morts per VIH (155 persones per cada 100.000 habitants). D'altra banda, segons el Fòrum Econòmic Mundial, Portugal és el 46è país del món a l'Índex de Competitivitat Global. A la següent taula es pot analitzar el context socioeconòmic de Portugal a partir de dades del Banc Mundial, Eurostat i el Fòrum Econòmic Mundial: 
| Indicador                             | Valor                                             | Posició en el món                                                                   | Increment                                                                       |
| ------------------------------------- | ------------------------------------------------- | ----------------------------------------------------------------------------------- | ------------------------------------------------------------------------------- |
| Producte Interior Brut (nominal)      | 227.675.996.000 $ Font: Banc Mundial (2009)       | Països més rics del món per PIB Portugal:lloc 30è                                   | 112.649.895.936 $ el 2000 (incr: 102,1%) Font: Evolució entre 1960 i 2009       |
| Superfície                            | 92.391 km² Font: Banc Mundial (2008)              | Països més extensos del món Portugal: lloc 110è                                     | -                                                                               |
| Població                              | 10.632.069 persones Font: Banc Mundial (2009)     | Països més poblats del món Portugal: lloc 68è                                       | 10.225.803 persones el 2000 (incr: 4%) Font: Evolució entre 1960 i 2009         |
| Emissions de CO₂                      | 5,5 tones Font: Banc Mundial (2007)               | Països amb majors emissions de CO2 Portugal: lloc 61è                               | 5,836 tones el 2000 (incr: -5,8%) Font: Evolució entre 1960 i 2007              |
| Renda per capita                      | 21.414 $ Font: Banc Mundial (2009)                | Països amb major Renda per capita Portugal: lloc 24è                                | 11.600 $ el 2000 (incr: 84,6%) Font: Evolució entre 1962 i 2009                 |
| Taxa de natalitat                     | 1 persona Font: Banc Mundial (2008)               | Països amb una major natalitat (nens per dona) Portugal: lloc 171è                  | 1,52 persones el 2000 (incr: -34,2%) Font: Evolució entre 1960 i 2008           |
| % usuaris Internet                    | 42.1% Font: Banc Mundial (2008)                   | Països amb una major taxa d'usuaris d'Internet Portugal: lloc 51è                   | 16,43% el 2000 (incr: 156,2%) Font: Evolució entre 1990 i 2008                  |
| Mitjana de dies per crear una empresa | 6 dies Font: Banc Mundial (2009)                  | Països més ràpids per muntar una empresa Portugal: lloc 151è                        | 78 dies el 2003 (incr: -92,3%) Font: Evolució entre 2003 i 2009                 |
| Consum d'energia per habitant         | 2.363 quilograms Font: Banc Mundial (2007)        | Països amb un major consum d'energia per habitant Portugal: lloc 50è                | 2.473,16 quilograms el 2000 (incr: -4,5%) Font: Evolució entre 1960 i 2007      |
| Terreny dedicat a agricultura         | 38.2% Font: Banc Mundial (2007)                   | Països amb més terreny dedicat a l'agricultura Portugal: lloc 105è                  | 41,86% el 2000 (incr: -8,7%) Font: Evolució entre 1961 i 2007                   |
| Potència elèctrica consumida          | 4.860 quilowatts-hora Font: Banc Mundial (2007)   | Països amb més potència elèctrica consumida Portugal: lloc 39è                      | 4.013,96 quilowatts-hora el 2000 (incr: 21,1%) Font: Evolució entre 1960 i 2007 |
| Superfície forestal                   | 38.630 km² Font: Banc Mundial (2007)              | Països amb major superfície forestal Portugal: lloc 70è                             | 35.830 km² el 2000 (incr: 7,8%) Font: Evolució entre 1990 i 2007                |
| Carreteres pavimentades               | 86% Font: Banc Mundial (2004)                     | Països amb més carreteres pavimentades Portugal: lloc 42è                           | 86% el 2000 (incr: 0%) Font: Evolució entre 1994 i 2004                         |
| Esperança de vida (dones)             | 82,4 anys Font: Eurostat (2008)                   | Països europeus ordenats per major esperança de vida per a dones Portugal: lloc 24è | 80,2 anys el 2000 (incr: 3%) Font: Evolució entre 1995 i 2008                   |
| Esperança de vida (homes)             | 76,2 anys Font: Eurostat (2008)                   | Països europeus ordenats per major esperança de vida per a homes Portugal: lloc 17è | 73,2 anys el 2000 (incr: 4%) Font: Evolució entre 1995 i 2008                   |
| Núm. de morts per càncer              | 155,6 persones/100.000 hab. Font: Eurostat (2008) | Països europeus ordenats pel nombre de morts degudes al càncer Portugal: lloc 20è   | 161,3 persones el 2000 (incr: -3,5%) Font: Evolució entre 1995 i 2008           |
| Núm. de morts per VIH                 | 6,3 persones/100.000 hab. Font: Eurostat (2008)   | Països europeus ordenats pel nombre de morts deguts al VIH Portugal: lloc 1r        | 8,9 persones el 2000 (incr: -29,2%) Font: Evolució entre 1995 i 2008            |
| Núm. de llits a hospitals             | 365,1 unitats/100.000 hab. Font: Eurostat (2004)  | Països europeus ordenats pel nombre de llits a hospitals Portugal: lloc 29è         | 381,6 unitats el 2000 (incr: -4,3%) Font: Evolució entre 1996 i 2004            |
| Núm. de metges en actiu               | 267,8 metges/100.000 hab. Font: Eurostat (2004)   | Països europeus ordenats pel nombre de metges en actiu Portugal: lloc 17è           | 263,5 unitats el 2000 (incr: 1,6%) Font: Evolució entre 1996 i 2004             |
| Índex de Competitivitat Global        | 4,376 unitats Font: Fòrum Econòmic Mundial (2011) | Països més competitius Portugal: lloc 46è                                           | 4,477 unitats el 2008 (incr: -2,3%) Font: Evolució entre 2008 i 2011            |